# Vólkovo (Tula)
|  | Per a altres significats, vegeu «Vólkovo». |

Vólkovo (en rus: Волково) és un poble de l'óblast de Tula, a Rússia, segons el cens del 2010 tenia 258 habitants.